# علم الجمال الماركسي
علم الجمال الماركسي هو نظرية في علم الجمال مبنية على أو مشتقة من نظريات كارل ماركس. إنه ينطوي على نهج الجدلية والمادية ، أو الجدلية المادية، لتطبيق الماركسية في المجال الثقافي، وتحديدا في الحقول المتعلقة بالذوق كالفن والجمال إلخ. يعتقد الماركسيون أن الظروف الاقتصادية والاجتماعية، وخاصة العلاقات الطبقية المستمدة منها تؤثر على كل جانب من جوانب حياة الفرد، من المعتقدات الدينية إلى النظم القانونية والأطر الثقافية. من وجهة نظر ماركسية كلاسيكية فإن دور الفن ليس تمثيل مثل هذه الظروف بصدق فحسب، بل السعي إلى تحسينها (ما يسمى بالواقعية الاشتراكية)؛ ومع ذلك، فذلك تفسير خلافي للكتابات القليلة ولكن المهمة التي كتبها ماركس وإنجلز عن الفن بشكل عام والجماليات بشكل خاص. فعلى سبيل المثال، نيكولاي تشيرنشفسكي الذي أثر إلى حد كبير الفن المبكر في الاتحاد السوفياتي، اتبع مبدأ الإنسانية العلمانية لدي لودفيغ فيورباخ أكثر من اتباعه ماركس.
علم الجمال الماركسي يتداخل مع النظرية الماركسية في الفن. إنه يعنى بشكل خاص بممارسة الفن، مع وصف المعايير الفنية التي تعتبر مفيدة اجتماعيا. هذا الميل المادي والاشتراكي قد ينظر إليه بأنه يستدعي (وإن بشكل إشكالية) الغايات التقليدية للبحث العلمي والمنهج العلمي.
بعض أبرز علماء الجمال الماركسيون يشملون أناتولي لوناتشارسكي، ويليام موريس، تيودور أدورنو، برتولت بريخت، هربرت ماركوزه، والتر بنيامين، أنطونيو غرامشي، جورج لوكاش، تيري إيجلتون، فريدريك جيمسون، لوي ألتوسير، جاك رانسيير، موريس ميرلو بونتي ورايموند وليامز. رولان بارت يجب أيضا أن يذكر هنا.
لا تعنى كل تلك الشخصيات بالجماليات فحسب: في كثير من الحالات، يشكل علم الجمال الماركسي فرعا هاما فقط من عملها، حسبما يعرف المرء المصطلح. على سبيل المثال، قد يكون علم الجمال الماركسي مستترا في أعمال بريخت، ولكنه صاغ بنفسه نظرية متميزة عن الفن وغايته الاجتماعية.
أحد الشواغل الأساسية لعلم الجمال الماركسي هو توحيد نظرية ماركس و إنجلز الاجتماعية والاقتصادية أو نظرية البنية التحتية الاجتماعية، إلى مجال الفن والثقافة، البنية الفوقية. هذان المصطلحين، البنية التحتية والبنية الفوقية، أصبحا ثنائية مهمة في كتاب الألمانية أيديولوجية (1846) ، التي لم ينشر خلال حياتهما. وبالمثل مؤلف ماركس المبكر المخطوطات الاقتصادية والفلسفية (1844) ، التي تعتبر مهمة لتناولها مواضيع اللذة و الاغتراب ونشرت للمرة الأولى في عام 1932 وفي اللغة الإنجليزية فقط في عام 1959. لذا لم تكن المخطوطات معروفة للمنظرين الفنيين خلال الجدالات العدائية، في كثير من الأحيان، حول الفن في أولى أيام الاتحاد السوفياتي بين البنائية الطليعية ومؤيدو الواقعية الاشتراكية. الجدل حول التصميم غير العادي للوثائق الأصلية يضيف تطورا آخر.
تطرق العديد من المنظرين إلى المواضيع الهامة في علم الجمال الماركسي دون أن يكونوا ماركسيين على نحو تام, جويل كوفل، على سبيل المثال، قد عمم مفاهيم البيئة عند ماركس التي تؤثر في الجماليات بشكل كبير. كان أيضا جزء من النضال من أجل جسر الفجوة بين ماركس و فرويد، الذي كان علم الجمال الماركسي موضع اهتمام رئيسي له. المواضيع الحالية التي يشملها مجال البحث تحوي تأثير الإنتاج الشامل للمواد الصناعية على البيئة المحسوسة، مثل الدهانات والألوان. تيار قوي داخل الميدان يعنى باللسانيات والسيميائية والحجج على البنيوية وما بعد البنيوية، الحداثة وما بعد الحداثة، فضلا عن النظرية النسوية.
فنانين مرئيين متنوعين مثل إسحق برودسكي أو دييغو ريفيرا وكازيمير ماليفيتش أو يوبوف بوبوفا، على سبيل المثال، الذين يرون بالنظرية المكتوبة شأنا ثانويا، يمكن اعتبارهم مع ذلك ذوي صلة بعلم الجمال الماركسي من خلال إنتاجهم الفني، دون أن يعلنوا أنفسهم بالضرورة جماليين أو ماركسيين. وبالمثل، أوسكار وايلد، دزيغا فرتوف، سيرجي آيزنشتاين، أورسن ويلز، جان-لوك غودار، بابلو بيكاسو, ريتشارد بول Lohse ، على سبيل المثال. هذا الرأي يمكن أن ينطبق على العديد من الفنانين المرئيين وغير المرئيين في العديد من المجالات، حتى أولئك الذين ليس لديهم صلة واضحة و/أو معلنة مع الماركسية السياسية أو أولئك الذين يعارضونها ظاهريا؛  في هذا الصدد يمكن النظر في أنطون يبيرن.
قد يكون من الإنصاف أن نقول أن اثنين من أكثر النصوص تأثيرا في الجماليات الماركسية في الآونة الأخيرة، باستثناء ماركس نفسه ولوكاش، هما مقال والتر بنيامين العمل الفني في عصر الاستنساخ الميكانيكي ، وكتاب هربرت ماركوز هو الإنسان ذو البعد الواحد. كما ساهم لوي ألتوسير بمقالات قليلة لكن هامة عن الفن وكان لنظريته في الأيديولوجية تأثير أيضا في هذا المجال (الأيديولوجية وأجهزة الدولة الأيديولوجية).
لا يزال هذا الحقل مثار جدل، مع معسكرات من الحداثيين، ما بعد الحداثيين، واللا حداثيين، avant garde، البنيويين، الواقعيين الاجتماعيين والواقعيين الاشتراكيين جميعهم من مراجعهم المزعومة نظرية جمالية ماركسية ة جمالية يستندون عليها في ممارسة فنهم لتأسيسها نظرية فنية.

## الهوامش
1. ↑  Tedman, Gary. (2004) "Marx's 1844 manuscripts as a work of art: A hypertextual reinterpretation."
2. ↑  Fay, Margaret, "The Influence of Adam Smith on Marx's Theory of Alienation", Science & Society Vol. 47, No. 2 (Summer, 1983), pp. 129-151, S&S Quarterly, Inc.
3. ↑  Gary Tedman (2007). "Economic & Philosophical Manuscripts of 1844 (as hypertext) by Karl Marx". مؤرشف من الأصل في 2016-03-04. اطلع عليه بتاريخ 2016-02-08.
4. ↑  See notes, Margaret Fay, Gary Tedman.
5. ↑  See the journal Capitalism, Nature, Socialism.
6. ↑  Singh, Iona. (2007) "Color, Facture, Art and Design."